# (5047) Zanda
(5047) Zanda (1981 EO42) – planetoida z grupy pasa głównego asteroid okrążająca Słońce w ciągu 4,03 lat w średniej odległości 2,53 j.a. Odkryta 2 marca 1981 roku.